# وزارة النفط والمعادن (اليمن)
وزارة النفط والمعادن اليمنية هي إحدى الوزارات الحكومية في الجمهورية اليمنية، وتهدف الوزارة إلى إدارة وتنمية قطاع النفط والغاز والثروات المعدنية طبقًا للدستور والقوانين وخطط التنمية الاقتصادية والاجتماعية والقرارات النافذة، يقع مبنى الوزارة في شارع الزبيري في العاصمة اليمنية صنعاء.

## الوزير
الوزير الحالي هو احمد عبدالله ناجي دارس منذ 10 نوفمبر 2018.

## الجهات التابعة
- المؤسسة اليمنية العامة للنفط والغاز
- هيئة استكشاف وانتاج النفط
- هيئة المساحة الجيولوجية والثروات المعدنية [2]

## روابط خارجية
- http://mom-ye.com/site-ar/
- http://www.mom.gov.ye/
- http://www.yemen.gov.ye/portal/Install/UnderConstruction.htm
- http://www.aladhwaa.net/?ac=3&no=7672&d_f=2&t_f=0&t=5&lang_in=Ar